# 305 mm/45 Model 1906-10
305 mm/45 Model 1906-10 — 305-миллиметровое корабельное артиллерийское орудие, разработанное и производившееся в Франции. Состояло на вооружении ВМС Франции. Им были вооружены первые французские дредноуты типа «Курбэ». Дальнейшим развитием этого орудия стала артсистема 340 mm/45 Model 1912, которой вооружались французские линкоры типов «Бретань» и «Норманди».